# 岩井万实
岩井万实（日语：岩井 万実，1985年8月10日—），為日本奈良县出身的女演員、女达人。常磐会短期大学毕业，现隶属Partners　Pro办公室。身高157cm。

## 簡介
- 奈良县立高田商业高中、常磐会短期大学毕业。

## 外部連結
- 岩井万实配置文件